# 梁世镇
梁世镇（1916年—），男，湖北沙市人，中国木材加工专家、林业教育家，曾任南京林业大学教授、博士生导师。